# Rhinella spinulosa
El sapo espinoso (Rhinella spinulosa, anteriormente Bufo spinulosus) es una especie de anfibio anuro propio de Sudamérica. Vive en el altiplano andino chileno, argentino, peruano y boliviano. Es mediano, de 5 a 12 centímetros de largo.
Es de hábitos preferentemente nocturnos, aunque se ve de día si está nublado o lluvioso. En invierno se oculta bajo las piedras, en las orillas de arroyos y charcos o se refugia en los barrancos. Se alimenta de insectos y lombrices. Posee una piel rugosa de color verde pardusco, mientras las hembras ocasionalmente tiene manchas. Se reproduce al término del período de lluvia altiplánica, a fines de febrero. Deposita sus huevos en pozas de agua, donde se desarrollan los renacuajos.

## Taxonomía
Subespecies
- Rhinella spinulosa papillosa
- Rhinella spinulosa spinulosa